# ОШ „Душан Јерковић” Ужице
ОШ „Душан Јерковић” Ужице, основана је 1955. године у згради која је подигнута у периоду од 1913. до 1919. године.

## Историјат
Пред Први светски рат на месту данашње школске зграде налазила се веома стара школа, звана Основна школа на Липи, која је у то време била склона паду. Тадашњи председник Ужичке општине, Бориша Јовановић, почео је 1913. године да ради на подизању нове школске зграде. Школа је сазидана и стављена под кров 1919. године. Због велике потребе за учитељским кадром, при Ужичкој гимназији отворено је Педагошко одељење које је радило од 1920. до 1924. године, када се оснива Учитељска школа и смешта у просторије Основне школе на Липи. Овако је школа радила до почетка Другог светског рата.
По доласку, Немци су узели школу за своје потребе, углавном за смештај оних људи које су спроводили на рад. После рата, 1946. године, у ову зграду је поново смештена Учитељска школа, која је ту била све до 1955. године, када је одлуком Народног одбора градске општине премештена у зграду Шумарске школе, где се и дан-данас налази. Тако се отвара једна од три осмогодишње школе у Ужицу, која добија име народног хероја Душана Јерковића који је погинуо на Кадињачи 29. новембра 1941. године.
Школа је почела са радом шестог септембра 1955. године, а за првог директора школе именован је Ђорђе Керковић.